# Фернандес Виола, Энрике
Энри́ке Ферна́ндес Вио́ла (исп. Enrique Fernández Viola; 10 июня 1912, Монтевидео — 6 октября 1985, Монтевидео) — уругвайский футболист и тренер каталонского происхождения. Выступал за команды «Насьональ», «Индепендьенте» и «Барселона». На международном уровне выступал за сборные Уругвая и Каталонии. Футбольная карьера Фернандеса прервалась из-за гражданской войны, во время начала которой он находился дома в Монтевидео, и клуб посоветовал ему не приезжать в Испанию. На тренерском уровне Фернандес возглавлял «Насьональ», «Барселону», мадридский «Реал», «Коло-Коло», «Реал Бетис», «Химнасию и Эсгриму» и сборную Уругвая.

## Достижения

### Как игрок
- Чемпион Уругвая: 1933, 1934
- Чемпион Каталонии: 1935, 1936
- Чемпион Южной Америки: 1935
- Обладатель кубка Короля: 1920, 1922, 1925, 1926, 1928, 1934

### Как тренер
- Чемпион Уругвая: 1946, 1950
- Чемпион Испании: 1948, 1949, 1954
- Обладатель Латинского кубка: 1950
- Чемпион Португалии: 1958